# Giuseppe Perletto
Giuseppe Perletto (Dolcedo, Imperia, Ligúria, 2 de maig de 1948) és un ciclista italià, ja retirat, que fou professional entre 1972 i 1979. Els seus majors èxits esportius els aconseguí al Giro d'Itàlia, on guanyà tres etapes en les seves vuit participacions i que finalitzà en cinquena posició el 1975. A la Volta a Espanya de 1977 també guanyà una etapa.

## Palmarès
- 1970
  - Vencedor d'una etapa del Tour of Britain
- 1972
  - 1r a la Milà-Tortona
- 1974
  - 1r a l'A través Lausana
  - Vencedor d'una etapa del Giro d'Itàlia
- 1975
  - 1r al Giro della Provincia di Reggio Calabria
- 1976
  - Vencedor d'una etapa de la Tirrena-Adriàtica
  - Vencedor d'una etapa de la Setmana Catalana
- 1977
  - Vencedor d'una etapa del Giro d'Itàlia
  - Vencedor d'una etapa de la Volta a Espanya
  - Vencedor d'una etapa de la Volta a Catalunya
- 1978
  - 1r al Giro de Toscana
  - Vencedor d'una etapa del Giro d'Itàlia

### Resultats a la Volta a Espanya
- 1975. 7è de la classificació general
- 1977. 25è de la classificació general. Vencedor d'una etapa

### Resultats al Giro d'Itàlia
- 1972. 22è de la classificació general
- 1973. 55è de la classificació general
- 1974. 19è de la classificació general. Vencedor d'una etapa
- 1975. 5è de la classificació general
- 1976. 20è de la classificació general
- 1977. 18è de la classificació general. Vencedor d'una etapa
- 1978. 20è de la classificació general. Vencedor d'una etapa
- 1979. 30è de la classificació general